# ويليام جي. ستيل
ويليام جي. ستيل (بالإنجليزية: William G. Steele)‏ هو سياسي أمريكي، ولد في 17 ديسمبر 1820 في الولايات المتحدة، وتوفي بنفس المكان في 22 أبريل 1892. حزبياً، نشط في الحزب الديمقراطي. وقد انتخب عضو مجلس النواب الأمريكي.